# Энгельмейер, Владимир Петрович
Владимир Петрович Энгельмейер (Энгельмайер) (13 мая 1893, Москва — 2 октября 1966, Париж) — русский морской военный лётчик, поручик по Адмиралтейству, участник Первой мировой войны. Георгиевский кавалер. Участник Гражданской войны в России. В эмиграции во Франции.

## Биография
Родился 13 мая 1893 года в Москве в семье потомственных дворян Петра Климентьевича, инженера, пионера автомобильного дела, и Марии Иосифовны Энгельмейер. Сестра Вера (1891). Закончил 7-ю Московскую гимназию в 1912 году. Поступил в Санкт-Петербургский политехнический институт императора Петра Великого.

### Первая мировая война
С началом Первой мировой войны в 1914 году вступил в службу охотником на правах вольноопределяющегося в 1-ю авиароту. Обучался на Теоретических курсах авиации и воздухоплавания им. В. В. Захарова при кораблестроительном отделении Петроградского политехнического института. Согласно Списку личного состава ОШМА ОВФ к 1-му октября 1915 года прикомандирован к Гутуевской школе морской авиации. Энгельмейер прибыл в Школу после выпуска из Императорского Аэроклуба. В Аэроклуб командирован Отделом Воздушного флота по заявке Военного ведомства. Обучался полетам на аэроплане «Фарман-4».
1 октября 1915 года началась организация и оборудование Бакинского отделения Офицерской Школы морской авиации в Баку. 7 декабря 1915 года Владимир Энгельмейер произведен в прапорщики по авиационной части. Прибыл в Баку с третьим эшелоном из Петрограда и был зачислен в Переменный состав Школы 31 декабря 1915 года.
В начале мая 1916 года курсант прапорщик Энгельмейер приступил к учебным полетам после возвращения на Балтику. В мае и июне 1916 года летал самостоятельно, готовясь к сдаче экзаменов. Прапорщик Энгельмейер сдал экзамен «испытания в полетах» 7 июня 1916 года, а теоретический экзамен — 9 июня 1916 года. «Согласно ст. 63-й Положения о службе авиации в службе связи, Морской Министр утвердил в звании морских летчиков: … Владимира Энгельмайера,.. с 9-го июня сего года». После сдачи экзаменов Энгельмейер оставлен в Школе с назначением руководителем. До убытия в распоряжение ОВФ обучал курсантов школы полетам на гидропланах.
Участник Первой Мировой войны. С конца 1916 года воевал в авиации Чёрноморского флота. В кампании 1917 года летчик 1-го корабельного, 4-го и 5-го авиаотрядов морской авиации ЧФ. К концу войны подпоручик Энгельмейер в составе 13-го истребительного авиаотряда Черноморского флота. Удостоен орденов и Георгиевского оружия.

### Гражданская война и эмиграция
В Гражданской войне в России в рядах Белого движения. Служил в 1-м морском авиаотряде в состав Белого флота Чёрного моря, который насчитывал восемь летательных аппаратов. В 1918—1919 годах в Добровольческой армии и ВСЮР в Каменноугольном районе Донецкого бассейна Украины. С весны 1920 года поручик по Адмиралтейству Энгельмейер в Русской армии Врангеля в гидроавиации Севастополя до эвакуации Крыма в ноябре 1920 года.
В эмиграции жил в Испании по состоянию на 1925 год, затем во Франции. В 1930-х годах работал инструктором-пилотом в Спортивно-авиационном кружке в Париже. В 1936 году участвовал в авиационном празднике в Версале. Член Союза русских летчиков. Погиб в результате несчастного случая. 2 октября 1966 года В. П. Энгельмейер похоронен в Париже на кладбище Тье.

## Награды
- Орден Св. Станислава 3 ст.,
- Орден Св. Анны 3 ст. с мечами и бантом,
- Орден Св. Станислава 2 ст. с мечами,
- Орден Св. Владимира 4 ст. с мечами и бантом,
- Георгиевское оружие (10.1917)[3].